# 詮明
诠明，辽朝僧人，为辽景宗避讳又称诠晓。
诠明是义学名僧，住持燕京悯忠寺弘法，讲群经，擅长唯识论。辽圣宗赐号无碍大师。他帮助谦讽重修云居寺，希麟撰写《续一切经音义》。奉诏撰成《续开元释教录》三卷。又著有法华经玄赞会古通今新钞十卷、科四卷、大科一卷、成唯识论详镜幽微十七卷、成唯识论应新钞科文四卷、大科一卷、百法论金台义府十五卷、科一卷、大科一卷、金刚般若经宣演科二卷、宣演会古通今钞六卷。